# Smith Electric Vehicles
Smith Electric Vehicles war ein Hersteller von Kleintransportern und Kleinlastwagen mit elektrischem Antrieb. Das in Großbritannien gegründete und später in den USA ansässige Unternehmen war 2007 der größte Hersteller von Elektronutzfahrzeugen weltweit.

## Geschichte
Smith Electric Vehicles wurde 1920 in Newcastle upon Tyne gegründet. Es produzierte Trolleybusse für Städte in ganz Großbritannien und für den Export in Länder des Commonwealth. In den späten 1940ern wurde das Unternehmen zu einem der größten Hersteller von Lieferwagen für Molkereien, englisch milk floats genannt. Besonders verbreitet waren die Modelle Cabac, NCB und Elizabethan. Mit dem Niedergang der milk float in den 1970ern diversifizierte Smith Electric Vehicles in den Bau anderer straßengeeigneter Elektrolieferwagen und war damit der Pionier für Nullemissionsnutzfahrzeuge in Großbritannien und den USA.
2004 erwarb die Tanfield Group die SEV Group, den Eigner von Smith Electric Vehicles. 2017 wurde die Gesellschaft samt der Marke aufgelöst.

## Modelle

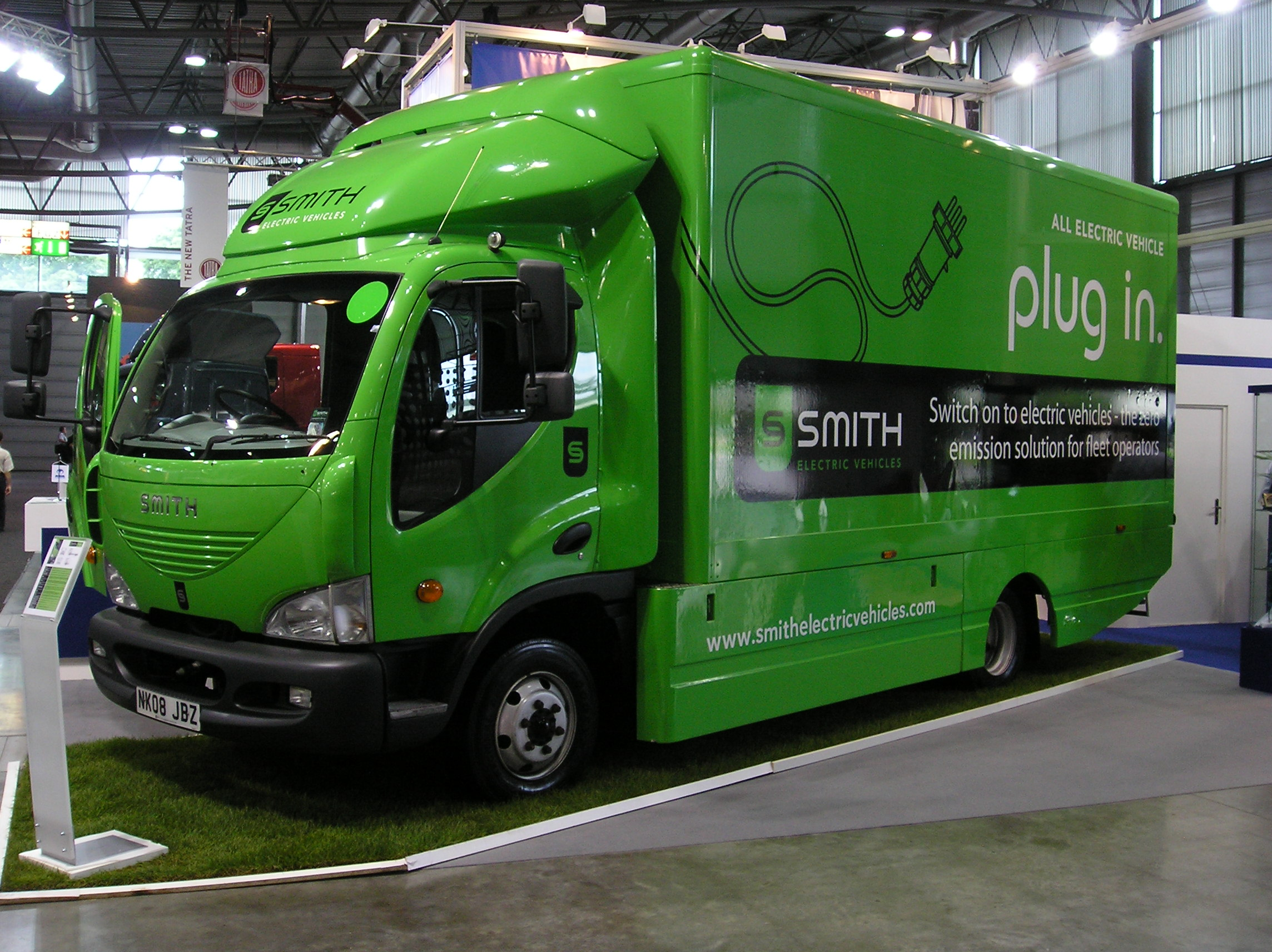
Ein Smith-Electric-Lkw ausgestellt auf der Autotec 2010

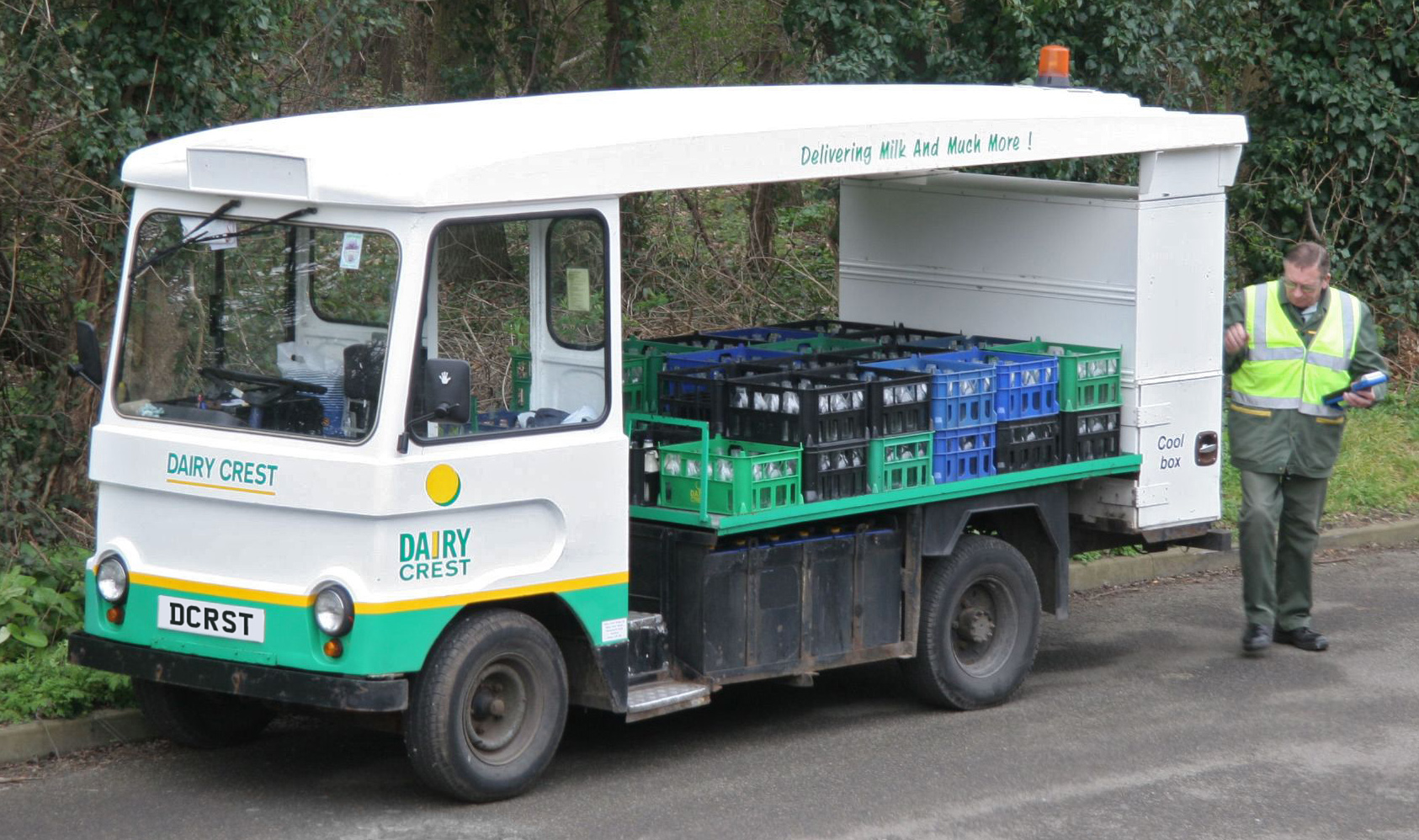
Ein Smith’s Elizabethan milk float der britischen Molkerei Dairy Crest

- Smith Edison, ein Van, basierend auf dem Ford Transit; lieferbar als Kastenwagen, als Fahrgestell für beliebige Aufbauten und als Minibus mit 10 bis 16 Sitzen (plus Fahrer). Das Gesamtgewicht des Edison beträgt entweder 3,5 oder 4,6 Tonnen, als Zuladung sind 800 bis 2.100 kg möglich (abhängig von den montierten Batterie-Sets und der Ausstattung bzw. dem Aufbau). Die Reichweite beträgt 80 bis 160 km (abhängig von den montierten Batterie-Sets, der Wegstrecke, der Zuladung sowie dem Fahrverhalten des Fahrers). Die Höchstgeschwindigkeit beträgt 80 bis 100 km/h.
- Smith Newton, ein 7,5- bis 12-Tonner-Fahrgestell, basierend auf dem tschechischen AVIA mit Zuladungskapazitäten zwischen 2 und 7 Tonnen. Die Höchstgeschwindigkeit beträgt 80 bis 90 km/h. Anhängig vom Fahrzeuggewicht und den verwendeten Batterien erreicht der Newton eine Reichweite von bis zu 200 Kilometern. Der Antrieb des Newton (120 kW von Enova) wird mit Strom aus Lithium-Ionen-Batterien versorgt. Vier verschiedene Radstände zwischen 3,4 und 5,1 Metern sind lieferbar.
- Smith Faraday ist ein Paketzustellfahrzeug mit 7,5 Tonnen Gesamtgewicht und – je nach Konfiguration – einer Reichweite von bis zu 160 Kilometern. Die maximale Geschwindigkeit beträgt 80 km/h.